# Hans-Heinrich Koenig
Hans-Heinrich Koenig (23 de Julho de 1920 - 24 de Maio de 1944) foi um piloto alemão da Luftwaffe durante a Segunda Guerra Mundial. Abateu 28 aeronaves inimigas, o que fez dele um ás da aviação. Faleceu no dia 24 de Maio de 1944, quando voava nos céus da Alemanha a tentar abater um bombardeiro americano. O seu caça começou a arder e desintegrou-se devido às munições do atirador do bombardeiro; o seu Fw 190 acabou por embater contra o bombardeiro, tendo as duas aeronaves despenhado-se.